# Dhiego de Souza Martins
Dhiego de Souza Martins (Campo Mourão, 27 agosto 1988) è un ex calciatore brasiliano, di ruolo attaccante.

## Carriera
Ha giocato nella massima serie dei campionati hongkonghese, albanese ed azero.

## Palmarès

### Club

#### Competizioni nazionali
- Campionato albanese: 1

Skënderbeu: 2014-2015